# Liste der Kulturdenkmäler in Bornich
In der Liste der Kulturdenkmäler in Bornich sind alle Kulturdenkmäler der rheinland-pfälzischen Ortsgemeinde Bornich aufgeführt. Grundlage ist die Denkmalliste des Landes Rheinland-Pfalz (Stand: 8. Dezember 2023).

## Denkmalzonen
| Bezeichnung                                  | Lage                                        | Baujahr                | Beschreibung | Bild                           |
| -------------------------------------------- | ------------------------------------------- | ---------------------- | --- | ------------------------------ |
| Denkmalzone Scheunenring am kleinen Feldchen | Grabengasse Lage                            | nach 1708              | Gruppe aus Fachwerk- und Backsteinscheunen am südwestlichen Ortsrand; letzte Vertreter der nach einem Brand 1708 aus dem Zentrum an den Ortsrand verlagerten, kranzförmig angeordneten Scheunen | BW                             |
| Denkmalzone Jüdischer Friedhof               | nördlich des Ortes im Hausecker Wald Lage   | frühes 18. Jahrhundert | umfriedetes weitläufiges Areal mit etwa 130 Grabsteine, die ältesten aus dem frühen 18. Jahrhundert                                                                                             | weitere Bilder Fotos hochladen |
| Denkmalzone Freilichtbühne Loreley           | nordwestlich des Ortes auf der Loreley Lage | 1934–39                | sogenannter Thingplatz; ehemalige nationalsozialistische Feierstätte, 1934–39, Architekt Hermann Senf (teilweise auf der Gemarkung von Sankt Goarshausen)                                       | weitere Bilder Fotos hochladen |

## Einzeldenkmäler
| Bezeichnung              | Lage                                       | Baujahr                            | Beschreibung | Bild                           |
| ------------------------ | ------------------------------------------ | ---------------------------------- | --- | ------------------------------ |
| Wohnhaus                 | Am Markt 1 Lage                            | 18. Jahrhundert                    | Fachwerkhaus, teilweise verschiefert, Krüppelwalmdach, 18. Jahrhundert | BW                             |
| Wohnhaus                 | Kauber Straße 9 Lage                       | 17. oder 18. Jahrhundert           | Fachwerkhaus, verputzt und verschiefert, wohl aus dem 17. oder 18. Jahrhundert                                                                                             | BW                             |
| Brunnen                  | Kauber Straße, bei Nr. 10 Lage             |                                    | Ziehbrunnen, Bruchstein | BW                             |
| Wohnhaus                 | Kauber Straße 16 Lage                      | 17. oder 18. Jahrhundert           | verputztes Fachwerkhaus, wohl aus dem 17. oder 18. Jahrhundert | BW                             |
| Wohnhaus                 | Kauber Straße 20 Lage                      | 17. oder 18. Jahrhundert           | Fachwerkhaus, verkleidet und verschiefert, wohl aus dem 17. oder 18. Jahrhundert                                                                                           | BW                             |
| Wohnhaus                 | Kauber Straße 21 Lage                      | 17. oder 18. Jahrhundert           | Fachwerkhaus, verkleidet, wohl aus dem 17. oder 18. Jahrhundert | BW                             |
| Scheunen                 | Kauber Straße, zwischen Nr. 26 und 28 Lage | 1772                               | zwei Fachwerkscheunen, bezeichnet 1772 | BW                             |
| Wohnhaus                 | Kauber Straße 29 Lage                      | 18. Jahrhundert                    | Fachwerkhaus, teilweise massiv, 18. Jahrhundert | BW                             |
| Wohnhaus                 | Kirchgasse 1 Lage                          | 17. oder 18. Jahrhundert           | Fachwerkhaus, teilweise massiv, verputzt, wohl aus dem 17. oder 18. Jahrhundert                                                                                            | BW                             |
| Wohnhaus                 | Langgasse 17 Lage                          | 18. Jahrhundert                    | Fachwerkhaus, verputzt und verschiefert, wohl aus dem 18. Jahrhundert | BW                             |
| Wohnhaus                 | Langgasse 18 Lage                          | 18. Jahrhundert                    | Fachwerkhaus, verputzt und verschiefert, wohl aus dem 18. Jahrhundert | BW                             |
| Wohnhaus                 | Langgasse 39 Lage                          | 18. Jahrhundert                    | Fachwerkhaus, teilweise massiv, 18. Jahrhundert | BW                             |
| Brunnen                  | Langgasse, vor Nr. 41 Lage                 | zweite Hälfte des 19. Jahrhunderts | gusseiserner Pumpbrunnen, zweite Hälfte des 19. Jahrhunderts | BW                             |
| Wohnhaus                 | Langgasse 43 Lage                          | 17. oder 18. Jahrhundert           | Fachwerkhaus, verputzt und verschiefert, wohl aus dem 17. oder 18. Jahrhundert                                                                                             | BW                             |
| Wohnhaus                 | Langgasse 53 Lage                          | 19. Jahrhundert                    | Wohnhaus, 19. Jahrhundert | BW                             |
| Wohnhaus                 | Mittelstraße 3 Lage                        | 18. Jahrhundert                    | Wohnstallhaus; Fachwerkbau, teilweise massiv, | BW                             |
| Brunnen                  | Oberstraße, Ecke Langgase Lage             |                                    | Ziehbrunnen aus Schieferbruchstein | BW                             |
| Wohnhaus                 | Rathausstraße ohne Nummer Lage             | 18. Jahrhundert                    | Fachwerkhaus, 18. Jahrhundert | BW                             |
| Evangelische Pfarrkirche | Rathausstraße 5 Lage                       |                                    | romanische, barock veränderte Pfeilerbasilika, Chor im Kern gotisch | weitere Bilder Fotos hochladen |
| Wohnhaus                 | Rathausstraße 17 Lage                      | 18. Jahrhundert                    | Fachwerkhaus, teilweise massiv, 18. Jahrhundert | BW                             |
| Pfarrhof                 | Rathausstraße 18 Lage                      | erste Hälfte des 19. Jahrhunderts  | ehemaliger Pfarrhof, bauliche Gesamtanlage; fünfachsiger Walmdachbau, erste Hälfte des 19. Jahrhunderts, Bruchstein-Stall und -Scheune, zweite Hälfte des 19. Jahrhunderts | BW                             |
| Wohnhaus                 | Rathausstraße, gegenüber Nr. 20 Lage       | 17. oder 18. Jahrhundert           | verputztes Fachwerkhaus, wohl aus dem 17. oder 18. Jahrhundert | BW                             |
| Wohnhaus                 | Rheinstraße 15 Lage                        | 17. oder 18. Jahrhundert           | Fachwerkhaus, teilweise massiv, verkleidet und verschiefert, wohl aus dem 17. oder 18. Jahrhundert                                                                         | BW                             |
| Gemeindemühle            | nördlich des Ortes im Forstbachtal Lage    | um 1785                            | ehemalige Gemeindemühle; Wohnhaus mit teilweiser Zierverschieferung, um 1785                                                                                               | Fotos hochladen                |

## Ehemalige Kulturdenkmäler
| Bezeichnung | Lage              | Baujahr                  | Beschreibung                                                                                              | Bild |
| ----------- | ----------------- | ------------------------ | --- | ---- |
| Wohnhaus    | Langgasse 35 Lage | 17. oder 18. Jahrhundert | Fachwerkhaus, verputzt und verschiefert, wohl aus dem 17. oder 18. Jahrhundert; aus Denkmalliste gelöscht | BW   |